# Sanaba (departamento)
Sanaba é um departamento ou comuna da província de Banwa no Burkina Faso. A sua capital é a cidade de Sanaba.
Em 1 de julho de 2018 tinha uma população estimada em 44517 habitantes.